# Adrien Rabiot
Adrien Rabiot (Saint-Maurice, 3 april 1995) is een Frans voetballer die doorgaans als centrale middenvelder speelt. Hij tekende in september een contract bij Olympique Marseille, dat hem transfervrij overnam na zijn vertrek bij Juventus. Rabiot debuteerde in 2016 in het Frans voetbalelftal.

## Clubcarrière

### Paris Saint-Germain
Rabiot maakte tussen 2001 en 2010 deel uit van de jeugdopleidingen van zeven verschillende clubs, waarvan Paris Saint-Germain de laatste was. Daar tekende hij op 2 juli 2012 zijn eerste profcontract, een driejarige verbintenis. Toenmalig coach Carlo Ancelotti haalde hem datzelfde seizoen bij de selectie van het eerste elftal. In de voorbereiding op het seizoen 2012-2013 begon Rabiot in de basis tijdens een oefenwedstrijd tegen FC Barcelona. Op 26 augustus maakte hij zijn officiële debuut voor PSG, tegen Girondins de Bordeaux. Hij was toen 17 jaar, 4 maanden en 23 dagen oud. PSG verhuurde Rabiot op 31 januari 2013 voor zes maanden aan Toulouse, op dat moment ook actief in de Ligue 1. Daarvoor maakte hij op 9 maart 2013 zijn eerste doelpunt op het hoogste niveau, tegen Stade Brestois. Hij speelde dertien wedstrijden voor Toulouse en scoorde eenmaal. 
Terug bij PSG werd Rabiot drie keer achter elkaar, in 2014, 2015 en 2016 kampioen van Frankrijk. Elk seizoen speelde Rabiot minstens twintig competitiewedstrijden voor PSG. Op 25 november 2015 scoorde Rabiot zijn eerste goal in een Europese competitie, in de 5-0 overwinning tegen Malmö in de Champions League. Op 9 maart scoorde hij in een 2-1 overwinning op Chelsea, waardoor PSG doorging naar de kwartfinale. Vier dagen later scoorde hij in een 9-0 overwinning tegen Troyes, waarna PSG met acht wedstrijden resterend kampioen was van Frankrijk. Twee jaar later, in 2018 werd Rabiot voor de vijfde keer kampioen van Frankrijk. Hij miste dat seizoen met vijf Ligue 1-wedstrijden.
In oktober 2018 werden Kylian Mbappé en Rabiot door nieuwe trainer Thomas Tuchel gepasseerd omdat ze te laat waren voor een meeting. In januari 2019, nadat Rabiot weigerde zijn contract te verlengen, moest Rabiot meetrainen met de reserves. Op 14 maart werd Rabiot door PSG tot het einde van het seizoen geschorst nadat hij na een 3-1 nederlaag tegen Manchester United in de achtste finale van de Champions League in een nachtclub gespot werd. Bovendien had hij een post geliket van Patrice Evra waarin hij de overwinning van Manchester United vierde.

### Juventus
Op 1 juli 2019 werd Rabiot transfervrij overgenomen door Serie A-kampioen Juventus. Hij maakte op 24 augustus tegen Parma zijn debuut in de eerste speelronde, als invaller voor Sami Khedira. Op 7 juli 2020 maakte hij zijn eerste goal voor Juventus in een 4-2 nederlaag tegen AC Milan. Rabiot werd in het seizoen 2019/20 voor de zevende keer landskampioen, maar voor het eerst buiten zijn thuisland Frankrijk. Op 9 maart 2021 scoorde hij zijn eerste Champions League voor Juventus in een 3-2 overwinning op FC Porto. Desondanks werd Juventus die wedstrijd uitgeschakeld op basis van uitgoals.

### Olympique Marseille
In september 2024 tekende Rabiot transfervrij bij Olympique Marseille. Deze overstap was opvallend, gezien Rabiot jaren eerder nog zei dat het voor hem "ondenkbaar" was om voor Marseille te spelen, de grote rivaal van PSG.

## Clubstatistieken
| Seizoen | Club                | Competitie | Competitie | Competitie | Beker | Beker | Internationaal | Internationaal | Totaal | Totaal |
| Seizoen | Club                | Competitie | Wed.       | Dlp.       | Wed.  | Dlp.  | Wed.           | Dlp.           | Wed.   | Dlp.   |
| ------- | ------------------- | ---------- | ---------- | ---------- | ----- | ----- | -------------- | -------------- | ------ | ------ |
| 2012/13 | Paris Saint-Germain | Ligue 1    | 6          | 0          | 2     | 0     | 1              | 0              | 9      | 0      |
| 2012/13 | → Toulouse          | Ligue 1    | 13         | 1          | 0     | 0     | —              | —              | 13     | 1      |
| 2013/14 | Paris Saint-Germain | Ligue 1    | 25         | 2          | 3     | 1     | 6              | 0              | 34     | 3      |
| 2014/15 | Paris Saint-Germain | Ligue 1    | 21         | 4          | 8     | 0     | 4              | 0              | 33     | 4      |
| 2015/16 | Paris Saint-Germain | Ligue 1    | 24         | 1          | 10    | 2     | 7              | 3              | 41     | 6      |
| 2016/17 | Paris Saint-Germain | Ligue 1    | 27         | 3          | 7     | 1     | 5              | 0              | 39     | 4      |
| 2017/18 | Paris Saint-Germain | Ligue 1    | 33         | 1          | 8     | 2     | 8              | 1              | 49     | 4      |
| 2018/19 | Paris Saint-Germain | Ligue 1    | 14         | 2          | 0     | 0     | 5              | 0              | 19     | 2      |
| 2019/20 | Juventus            | Serie A    | 28         | 1          | 4     | 0     | 5              | 0              | 37     | 1      |
| 2020/21 | Juventus            | Serie A    | 34         | 4          | 6     | 0     | 7              | 1              | 47     | 5      |
| 2021/22 | Juventus            | Serie A    | 32         | 0          | 6     | 0     | 7              | 0              | 45     | 0      |
| 2022/23 | Juventus            | Serie A    | 11         | 3          | 0     | 0     | 5              | 2              | 16     | 5      |
| Totaal  | Totaal              | Totaal     | 268        | 22         | 54    | 6     | 60             | 7              | 382    | 35     |

Bijgewerkt t/m 19 december 2022 

## Interlandcarrière
Rabiot kwam uit voor meerdere Franse nationale jeugdelftallen. Op 13 augustus 2013 debuteerde hij als achttienjarige voor Frankrijk –21 in een vriendschappelijke interland tegen Duitsland –21 in Freiburg. Rabiot debuteerde op 15 november 2016 in het Frans voetbalelftal, net als Sebastien Corchia (Lille OSC), Benoît Costil (Stade Rennais) en Thomas Lemar (AS Monaco). Rabiot begon die dag als basisspeler in de oefeninterland in Lens tegen Ivoorkust (0–0). Hij werd op 16 mei 2024 door Didier Deschamps opgenomen in de Franse selectie voor het EK 2024 in Duitsland. Frankrijk overleefde een groep met Oostenrijk, Nederland en Polen en schakelde vervolgens België en Portugal uit, maar verloor in de halve finales met 2–1 van Spanje. Rabiot kwam op het toernooi enkel in de kwartfinale tegen Portugal niet in actie, vanwege een schorsing.

## Erelijst
| Competitie            |                     |                                                      |                     |                     |
| Competitie            | Aantal              | Jaren                                                |                     |                     |
| Paris Saint-Germain   | Paris Saint-Germain | Paris Saint-Germain                                  | Paris Saint-Germain | Paris Saint-Germain |
| --------------------- | ------------------- | ---------------------------------------------------- | ------------------- | ------------------- |
| Kampioen Ligue 1      | 6x                  | 2012/13, 2013/14, 2014/15, 2015/16, 2017/18, 2018/19 |                     |                     |
| Coupe de France       | 4x                  | 2014/15, 2015/16, 2016/17, 2017/18                   |                     |                     |
| Coupe de la Ligue     | 5x                  | 2013/14, 2014/15, 2015/16, 2016/17, 2017/18          |                     |                     |
| Trophée des Champions | 3x                  | 2015, 2017, 2018                                     |                     |                     |
| Juventus              |                     |                                                      |                     |                     |
| Kampioen Serie A      | 1x                  | 2019/20                                              |                     |                     |
| Coppa Italia          | 1x                  | 2020/21                                              |                     |                     |
| Supercoppa            | 1x                  | 2020                                                 |                     |                     |

1 Rulli ·
3 Merlin ·
5 Balerdi  ·
6 Garcia ·
7 Carboni ·
8 Maupay ·
9 Wahi ·
10 Greenwood ·
11 Harit ·
12 De Lange ·
13 Cornelius ·
14 Moumbagna ·
17 Rowe ·
18 Meïté ·
19 Kondogbia ·
20 Brassier ·
21 Rongier ·
22 Sternal ·
23 Højbjerg ·
24 Mughe ·
25 Rabiot ·
29 Lirola ·
34 Nadir ·
36 Blanco ·
37 Soglo ·
44 Henrique ·
48 Abdallah ·
51 Koné ·
62 Murillo ·
99 Mbemba ·
Coach: De Zerbi
· Assistent-coach: Abardonado
1 Lloris  ·
2 Pavard ·
3 Kimpembe ·
4 Varane ·
5 Lenglet ·
6 Pogba ·
7 Griezmann ·
8 Lemar ·
9 Giroud ·
10 Mbappé ·
11 Dembélé ·
12 Tolisso ·
13 Kanté ·
14 Rabiot ·
15 Zouma ·
16 Mandanda ·
17 Sissoko ·
18 Digne ·
19 Benzema ·
20 Coman ·
21 Hernández ·
22 Ben Yedder ·
23 Maignan ·
24 Dubois ·
25 Koundé ·
26 Thuram ·
Coach: Deschamps
1 Lloris  ·
2 Pavard ·
3 Disasi ·
4 Varane ·
5 Koundé ·
6 Guendouzi ·
7 Griezmann ·
8 Tchouaméni ·
9 Giroud ·
10 Mbappé ·
11 Dembélé ·
12 Kolo Muani ·
13 Fofana ·
14 Rabiot ·
15 Veretout ·
16 Mandanda ·
17 Saliba ·
18 Upamecano ·
19 Benzema ·
20 Coman ·
21 L. Hernández ·
22 T. Hernández ·
23 Aréola ·
24 Konaté ·
25 Camavinga ·
26 Thuram ·
Coach: Deschamps
1 Samba ·
2 Pavard ·
3 Mendy ·
4 Upamecano ·
5 Koundé ·
6 Camavinga ·
7 Griezmann ·
8 Tchouaméni ·
9 Giroud ·
10 Mbappé  ·
11 Dembélé ·
12 Kolo Muani ·
13 Kanté ·
14 Rabiot ·
15 Thuram ·
16 Maignan ·
17 Saliba ·
18 Zaïre-Emery ·
19 Fofana ·
20 Coman ·
21 Clauss ·
22 Hernández ·
23 Aréola ·
24 Konaté ·
25 Barcola ·
Coach: Deschamps